# Comportamiento homosexual en animales

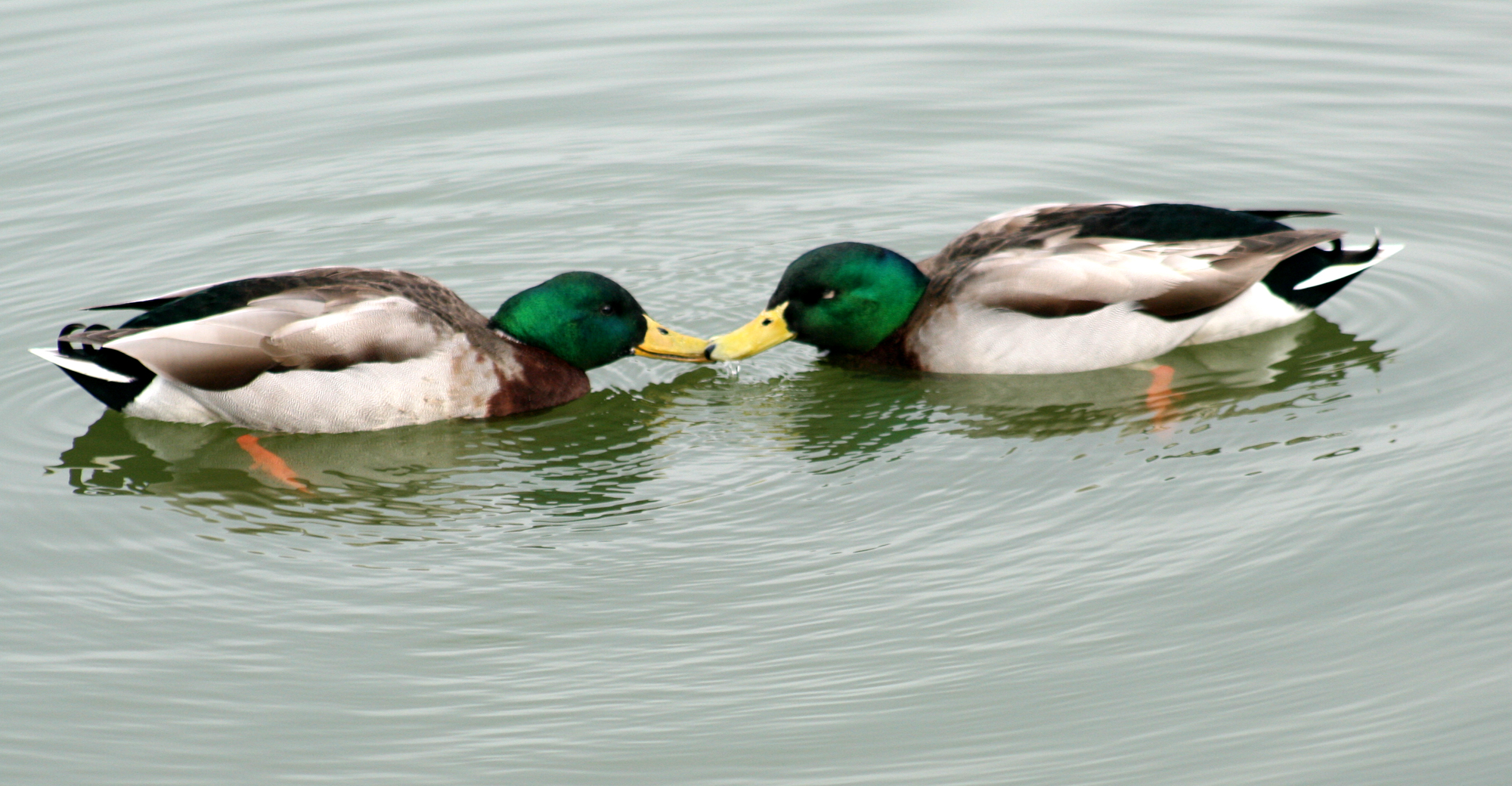
Dos ánades reales machos manteniendo una relación homosexual.

La homosexualidad y la bisexualidad están presentes en el reino animal en una proporción variable. El comportamiento homosexual de los animales toma muchas formas distintas (como la relación sexual, cortejo, afecto, unión de la pareja, crianza de los hijos) y ha sido observado a través de investigaciones, desde primates hasta parásitos intestinales, y está bien documentado en más de 1.500 especies.
Según una investigación de la Universidad de California, todas las especies animales analizadas en dicho estudio mostraron comportamientos homosexuales. Esto no significa que todos los ejemplares de cada especie sean homosexuales, sino que en cada especie estudiada se hallaron animales con rasgos o comportamientos que se pueden considerar homosexuales.
La homosexualidad animal es considerada controvertida, porque se afirma que tiene implicaciones en el debate que rodea a la homosexualidad humana. Oponentes de este concepto afirman que el comportamiento animal no tiene implicaciones para lo que ellos ven como un asunto moral.

## Aplicación del término «homosexual» a animales
El término «homosexual» fue creado en Prusia en la década de 1870 para describir la atracción y el comportamiento sexual entre personas del mismo sexo. Su empleo en estudios de animales es controvertido por dos razones principales: la sexualidad animal y sus motivaciones han sido y siguen siendo poco conocidas y la palabra tiene fuertes implicaciones culturales en la sociedad occidental que son irrelevantes para otras especies.
Las preferencias y motivaciones de los animales siempre son inferidas a partir de su comportamiento, por lo que el comportamiento homosexual ha recibido una serie de nombres distintos a lo largo de los años. El uso correcto de «homosexual» es un animal que «exhibe comportamiento homosexual», que es el empleado por las investigaciones modernas. Así, se emplea el término «homosexualidad» para definir cualquier comportamiento sexual entre animales del mismo sexo, tal como copulación, estimulación genital, juegos de apareamiento y exhibiciones.

## Estudios sobre el comportamiento homosexual en animales
La presencia de comportamientos homosexuales no fue observada oficialmente a gran escala hasta tiempos recientes, posiblemente debido a los prejuicios del observador causados por las actitudes sociales hacia la homosexualidad. El comportamiento parece estar extendido entre los pájaros sociales y los mamíferos, particularmente en los marinos y los primates.

No existen especies para las que no se haya encontrado comportamientos homosexuales, con excepción de las especies que nunca tienen sexo, como los erizos marinos y los áfidos. Además, una parte del reino animal es hermafrodita, realmente bisexual. Para ellos, la homosexualidad no es un problema.
News-medical.net

Algunos investigadores creen que su origen en organizaciones sociales de dominación masculinas, similares a los rasgos de dominación visibles en la sexualidad de las prisiones. Otros, particularmente Joan Roughgarden, Bruce Bagemihl y Paul Vasey, creen que la función social del sexo (tanto hetero como homosexual) no está necesariamente conectada a la dominación, sino que sirve para reforzar las alianzas y lazos sociales dentro del grupo. Otros dudan de la teoría de la organización social, indicando que los pingüinos homosexuales, que se unen en pareja de por vida, rechazan copular con hembras cuando se les da la oportunidad.
Un estudio sobre las ovejas citado más abajo dice lo siguiente:

Aproximadamente el 8 % de los carneros muestran preferencias sexuales [incluso cuando pueden elegir] por parejas masculinas, al contrario que la mayoría de los carneros que prefieren hembras. Identificamos un grupo de células dentro del área preóptica media/anterior del hipotálamo de ovejas adultas de una edad determinada que era significativamente más grande en carneros adultos que en ovejas...
Charles E. Roselli

## Ejemplos

### Mamíferos

#### Bisonte americano

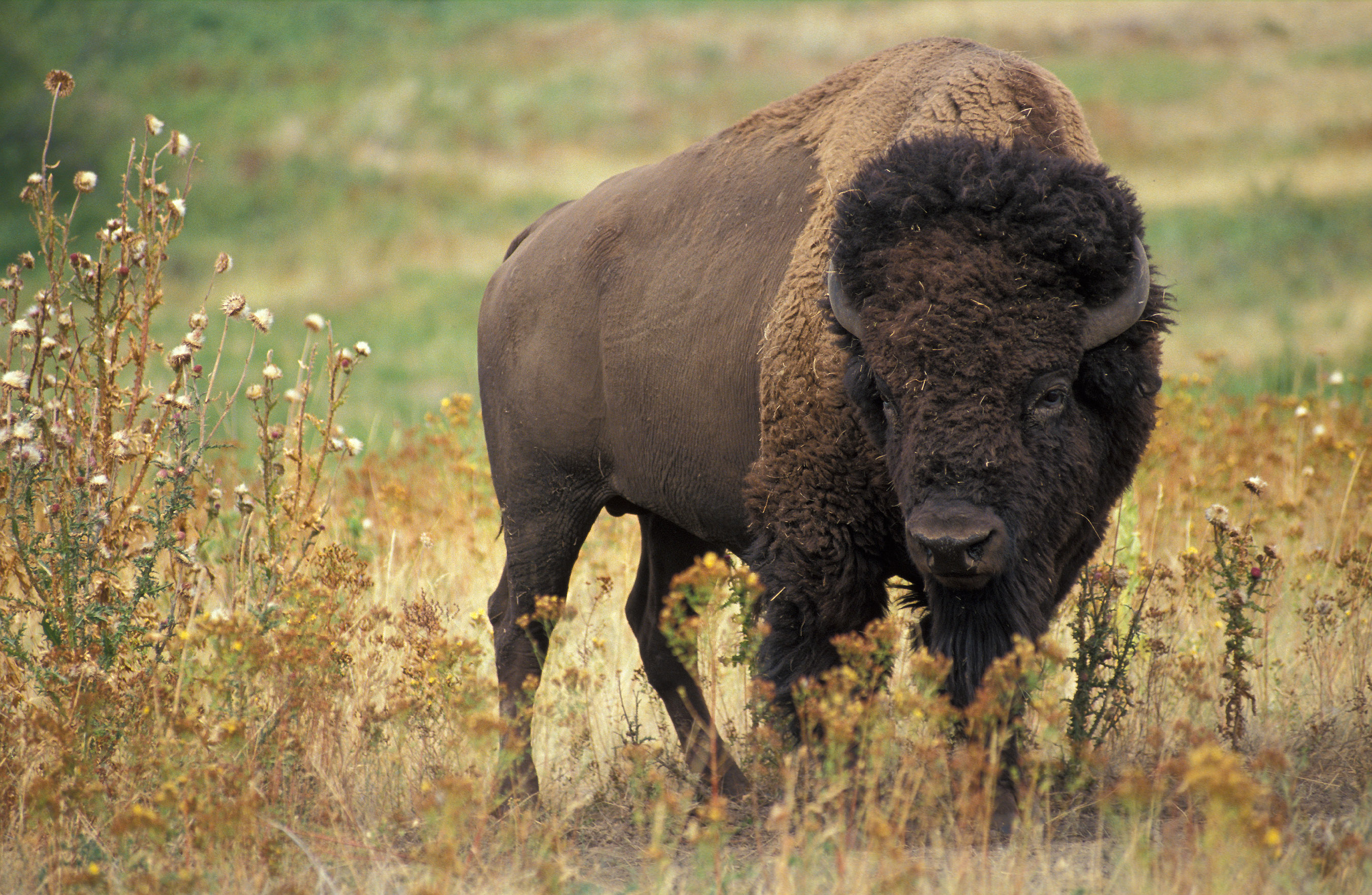
El bisonte americano es un mamífero bovino que a menudo muestra comportamiento homosexual.

El cortejo, la monta y la penetración anal completa entre machos ha sido observada en el bisonte americano. El festival de Okipa de los mandan concluye con una representación de este comportamiento para «asegurar la vuelta del búfalo la próxima estación».
Menos común es la monta de una hembra por otra.
Los lakota se refieren a ellos como pte winkte (pte significa ‘bisonte’, y winkte designa a los berdache [‘personas con dos espíritus’]).

#### Bonobo

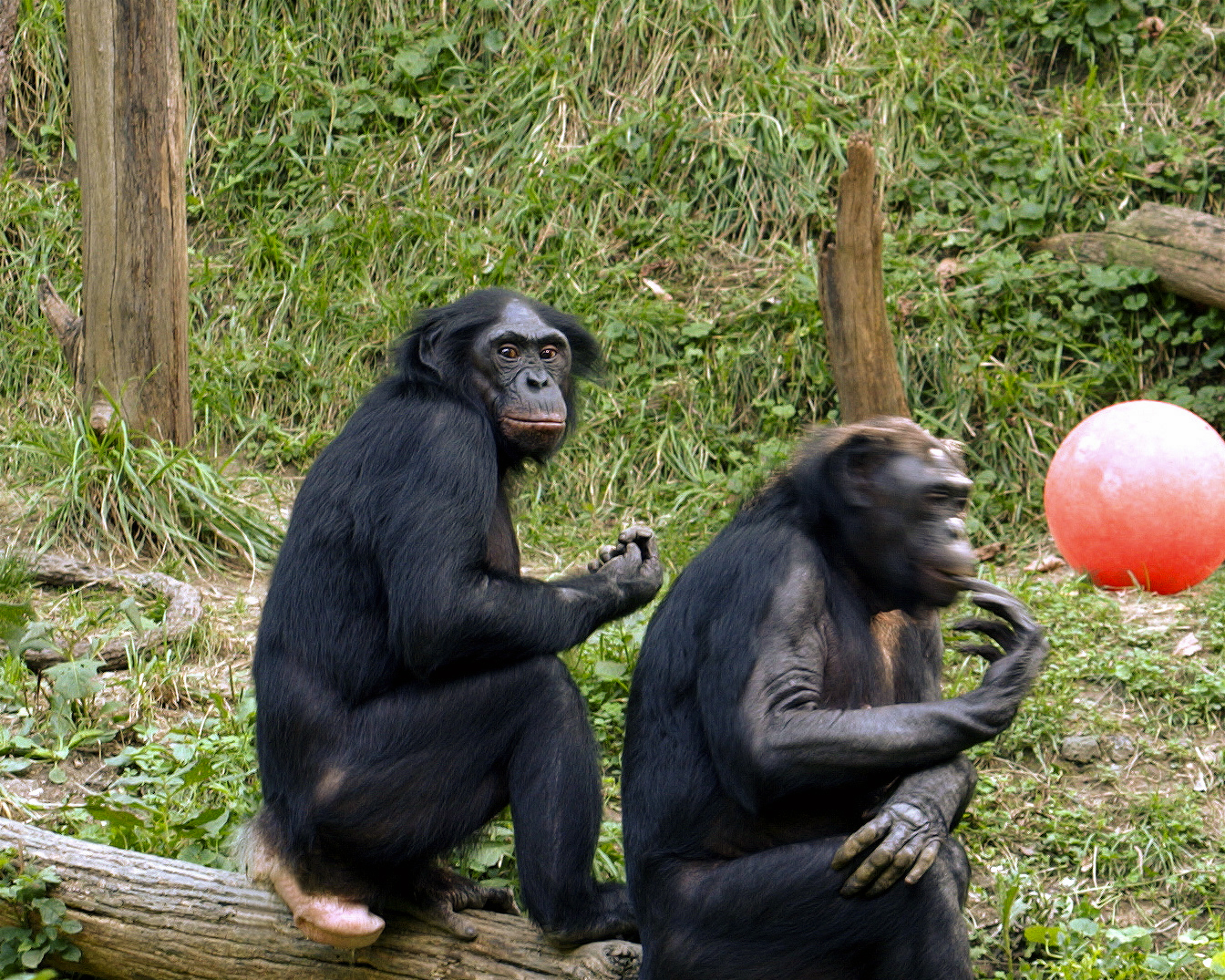
El bonobo, la especie más próxima al ser humano, con el que comparte el 98 % de su ADN, posee la mayor tasa de comportamiento homosexual entre los animales, siendo una especie completamente bisexual.

El bonobo -una especie en peligro de extinción- tiene una sociedad matriarcal, inusual entre los simios. Es completamente bisexual: tanto los machos como las hembras realizan actos hetero- y homosexuales, siendo particularmente notable el lesbianismo. Aproximadamente el 60% de la actividad sexual de la especie es entre dos o más hembras.
Aunque el sistema de creación de lazos afectivos homosexuales de los bonobos representa la mayor proporción de homosexualidad conocida para cualquier especie, la homosexualidad ha sido observada en todos los grandes simios, incluyendo a los humanos, además de otras especies de primates.

#### Turón
El turón europeo (Mustela putorius) mantiene relaciones homosexuales con animales no hermanos. La homosexualidad exclusiva con el montaje y la penetración anal en esta especie solitaria no tiene ninguna función adaptativa aparente.

#### Delfín mular

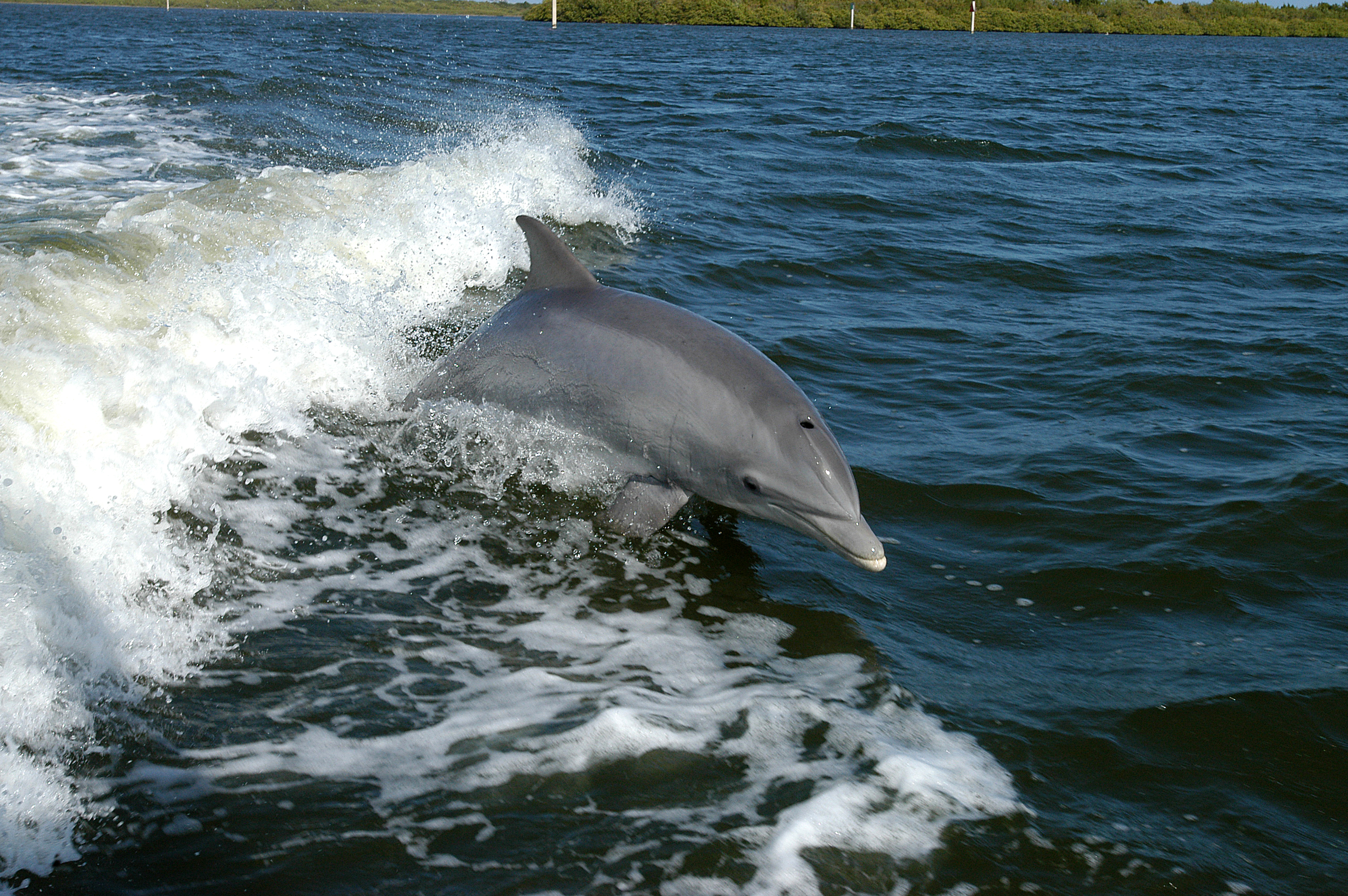
Delfín mular

Los machos del delfín mular han sido observados trabajando en parejas o grupos mayores para seguir y/o restringir el movimiento de las hembras, a veces hasta durante semanas, esperando a que la hembra sea sexualmente receptiva. Los mismos grupos (o parejas) han sido observados realizando juegos sexuales entre ellos.
Janet Mann, profesora de biología y fisiología de la universidad de Georgetown, afirma que el fuerte comportamiento personal entre las crías de delfín permite la creación de fuertes lazos afectivos que benefician a la especie en un contexto evolutivo. Cita estudios que muestran que estos delfines son posteriormente, como adultos, bisexuales y que estos machos trabajan juntos para protegerse y para buscar hembras con las que reproducirse.

#### Elefante
Tanto en el elefante africano como en el asiático son conocidos los lazos afectivos y las cópulas homosexuales. Estos encuentros se asocian a menudo con actos afectivos, como besos, entrelazar las trompas y colocación de la trompa en la boca del otro. Los encuentros son análogos a los heterosexuales, con uno de los machos colocando su trompa a lo largo de la espalda del otro y empujando hacia adelante, para indicar su intención de montarlo. Estos machos forman «grupos de compañeros», que consisten en un macho de más edad y uno o dos más jóvenes. Relaciones homosexuales son comunes y frecuentes en ambos sexos. Así, los elefantes asiáticos en cautividad realizan un 45% de sus relaciones sexuales con individuos de su mismo sexo.

#### Hiena manchada

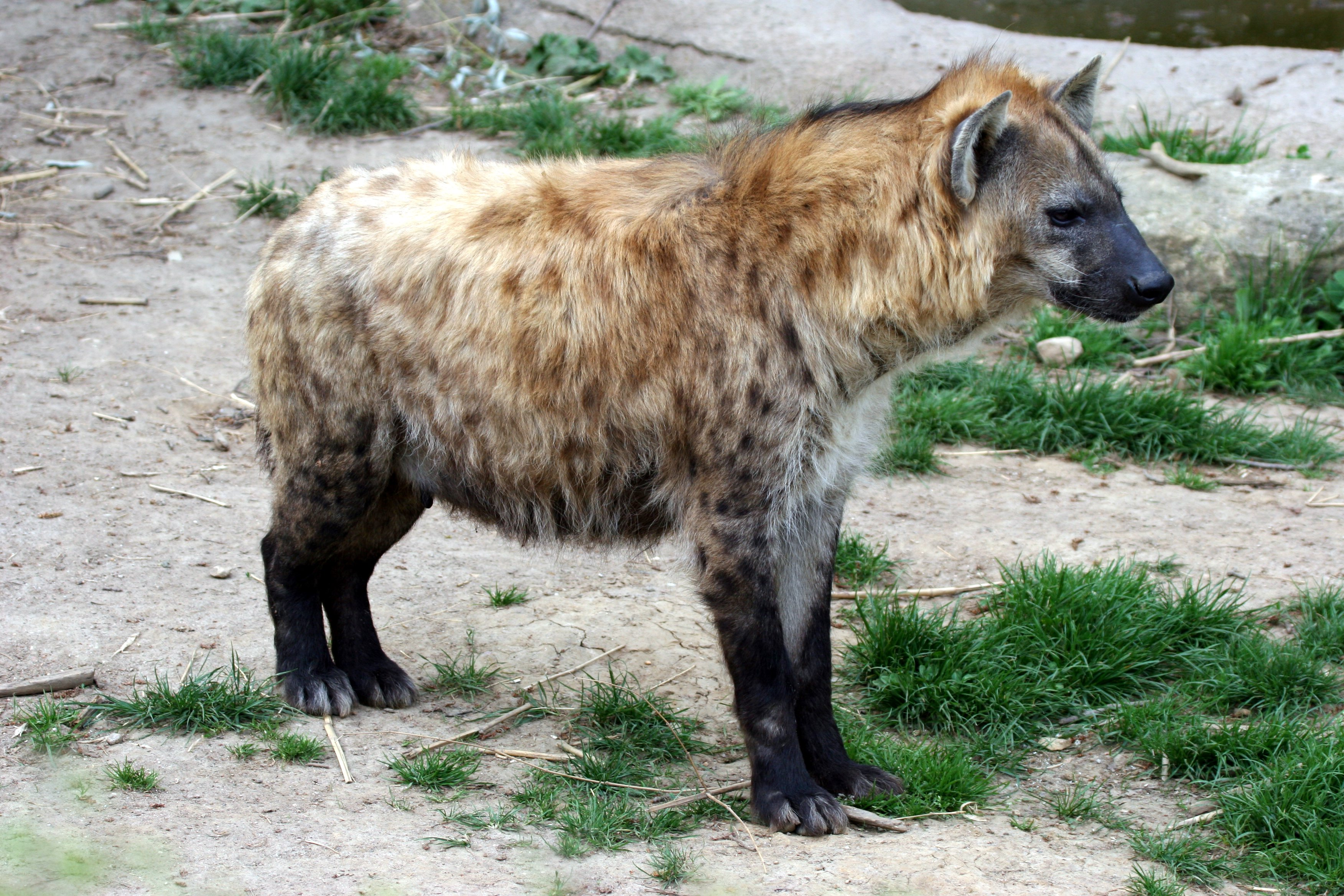
La hiena manchada (Crocuta crocuta) es un mamífero carnívoro, moderadamente grande que vive en África.

La hembra de la hiena manchada tiene un sistema urinario genital único, muy similar al pene del macho. La estructura familiar es matriarcal y relaciones de dominación con un fuerte componente sexual se pueden observar a menudo.
Los primeros naturalistas pensaban que las hienas eran hermafroditas u homosexuales, principalmente debido a que el sistema urogenital de la hembra se parece más a un pene que a una vagina. Según escritos antiguos, como la Metamorfosis de Ovidio (43 a. C.-17 d. C.), la hiena cambiaba continuamente su sexo y su naturaleza de macho y hembra y viceversa. En el Paedagogus, Clemente de Alejandría (150-211) indica que la hiena, junto con el conejo, estaba «obsesionada por el acto sexual». Muchos europeos asociaban a la hiena con la deformidad sexual, la prostitución, el comportamiento desviado e incluso la brujería.
Investigaciones recientes muestran que «al contrario que otros mamíferos hembra, las hienas hembra son de apariencia masculina, mayores que los machos y significativamente más agresivas», han sido «masculinizadas sin ser "desfeminizadas"». Estos genitales únicos y el comportamiento agresivo de la hiena hembra ha llevado a pensar que estas hembras agresivas compiten mejor por los recursos, incluyendo comida y parejas, que sus machos menos corpulentos. Estudios han demostrado que «niveles elevados de testosterona en el útero» contribuyen a una mayor agresividad. Tanto machos como hembras, pertenecientes a los más agresivos, montan a miembros del mismo sexo, que a su vez posiblemente actúan de manera más sumisa debido a niveles más bajos de testosterona de sus madres.

#### Jirafa

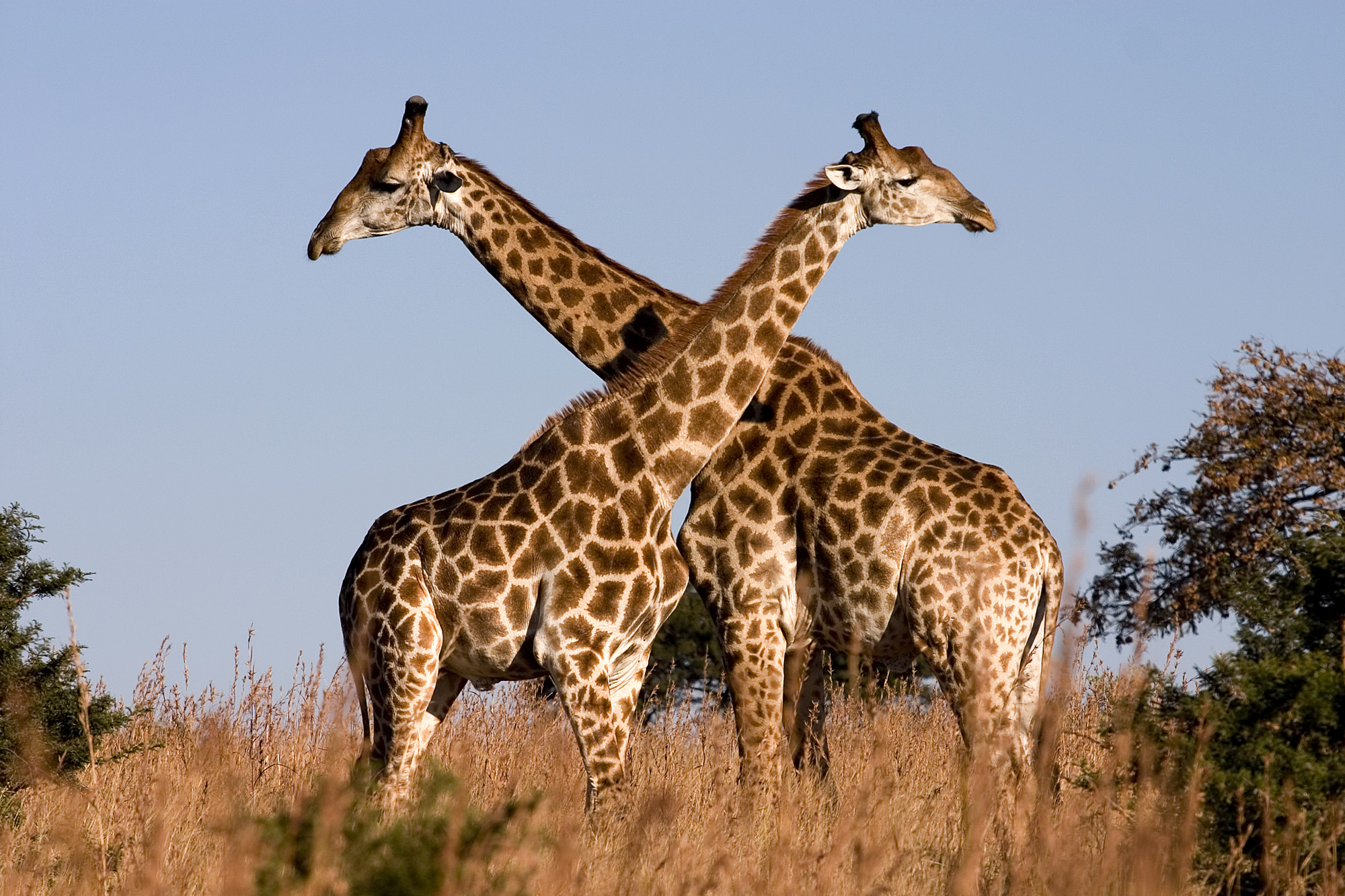
Jirafas macho forcejeando con el cuello.

Los investigadores han tratado la homosexualidad en animales como un tema tabú, quizás por una confusión inocente o por miedo a «ser ridiculizado por sus colegas».
Un caso en el que se ha pasado por alto este comportamiento es descrito por Petter Bockman para las jirafas, donde 9 de 10 emparejamientos ocurre entre machos.

Cada macho que olía a una hembra era anotado como sexo, mientras que relaciones anales con orgasmo entre machos simplemente «giraba en torno» a la dominación.
News-medical.net

#### Delfín del río Amazonas
Se ha descrito la formación de bandas de 3 a 5 delfines del río Amazonas, delfines rosados o delfines botos, que disfrutan de sexo en grupo. Los grupos suelen comprender los varones jóvenes y, a veces, una o dos hembras. El sexo se realiza a menudo en formas no reproductivas, con el hocico, aletas y el frotamiento genital, sin distinción de sexo. En cautiverio, se ha observado que en ocasiones realizan la penetración homosexual y heterosexual del espiráculo, un homólogo agujero con la fosa nasal de otros mamíferos, haciendo de este el único ejemplo conocido de sexo nasal en el reino animal. Los machos a veces también realizan el sexo con varones de los tucuxi, una especie de pequeña marsopa.

#### León
Tanto los leones machos como hembras han sido observados en acciones homosexuales. Leones macho se unen en pareja por algunos días e inician actividades homosexuales, acariciándose, llegando a montarse e iniciando movimientos de cadera, sin penetrarse. Un 8% de los acoplamientos observados son con otros machos. Las parejas de hembras han sido observadas en cautividad, pero no en la naturaleza.

#### Macaco japonés
Las relaciones homosexuales son frecuentes en el macaco japonés, aunque los niveles cambian entre grupos. Las hembras forman «parejas de consortes» caracterizadas por actividades sociales y sexuales afectivas. En algunos grupos hasta un cuarto de las hembras forman lazos de ese tipo, que duran entre unos pocos días y algunas semanas. A veces surgen de este tipo de emparejamiento fuerte amistades que duran largo tiempo. Los machos también tienen relaciones homosexuales, típicamente con múltiples parejas de la misma edad. Actividades afectivas y lúdicas están asociadas a estas relaciones.

#### Oveja
Un estudio de Dr. Charles E. Roselli y sus colaboradores de octubre de 2003, de la Oregon Health and Science University, afirma que la homosexualidad en los carneros (un 8% de la población) está asociada con una región del cerebro de los carneros que los autores llaman ovine Sexually Dimorphic Nucleus (oSDN; núcleo ovino sexualmente dimórfico), que es dos veces menor en la correspondiente región de los carneros heterosexuales.

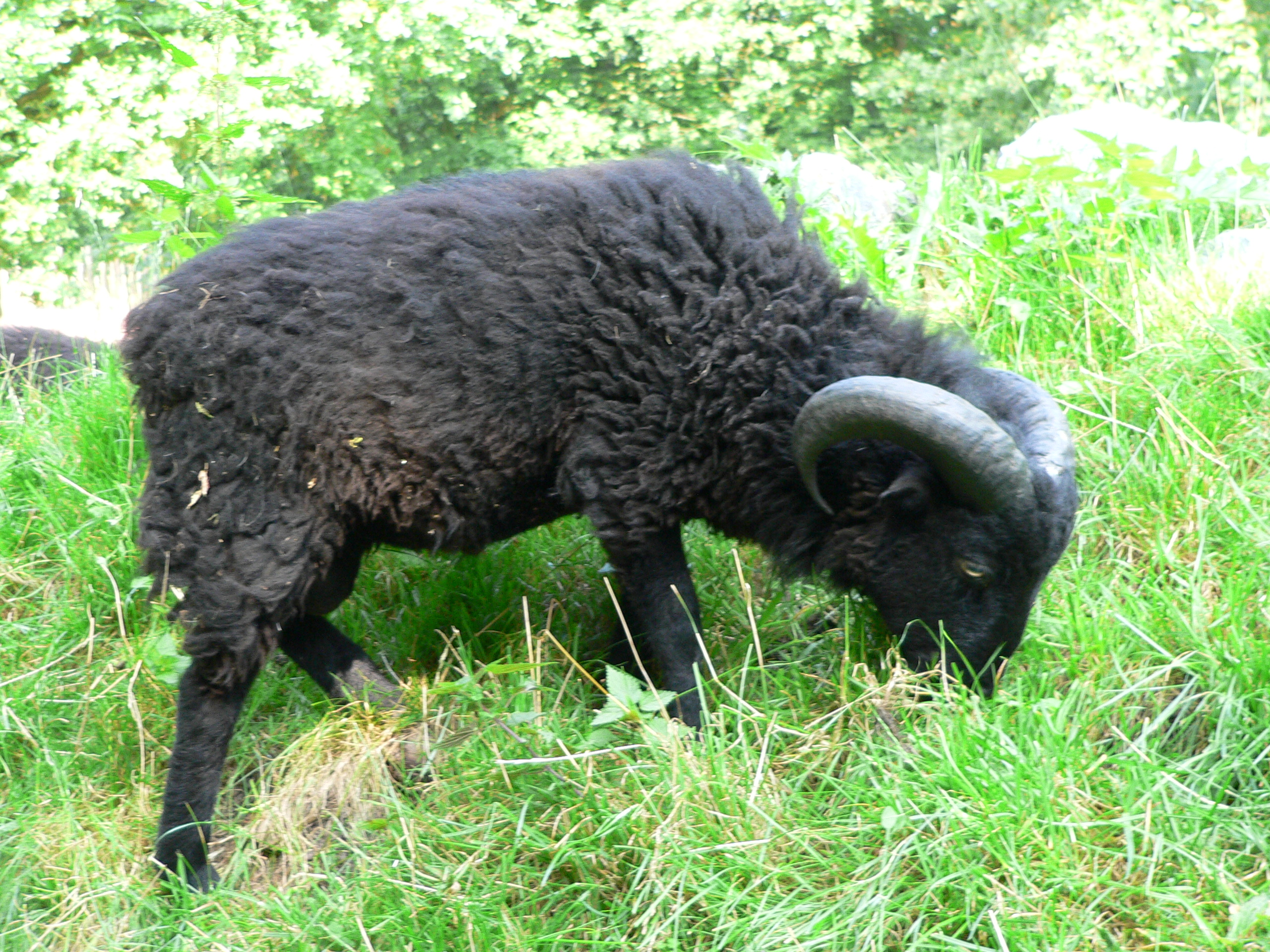
Carnero de la isla Ouessant (Francia).

Los científicos encontraron que «el oSDN en carneros que preferían hembras era significativamente mayor y contenía más neuronas que en las ovejas y en los carneros que preferían machos. Además el oSDN de los carneros que preferían a hembras expresaban un mayor nivel de aromatasa, una sustancia que convierte la testosterona en estradiol, de manera que la hormona andrógeno facilita el comportamiento sexual masculino típico. No había diferencia de la expresión de la aromatasa entre las ovejas y los carneros que preferían machos».
«El denso núcleo de neuronas que forman el oSDN expresan el citocromo P450 aromatasa. Los niveles de ARN mensajero aromatasa en el oSDN eran significativamente mayores en los carneros interesados por hembras que en ovejas, mientras que carneros interesados en machos tenían niveles intermedios de expresión». Estos resultados sugieren que «[...] variaciones naturales en las preferencias de pareja sexual pueden estar relacionadas con diferencias en la anatomía cerebral y su capacidad de sintetizar estrógeno».

#### Perro

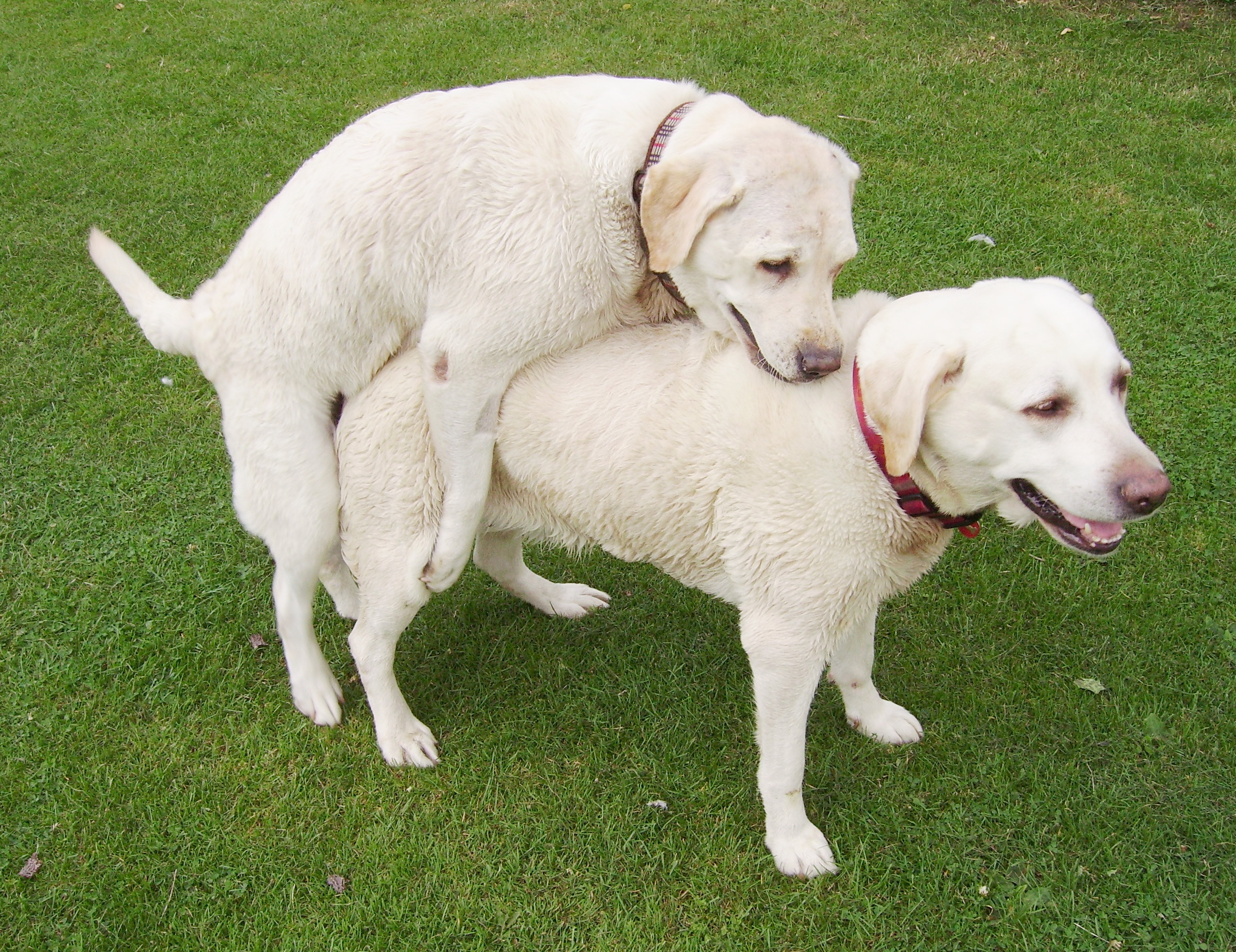
Dos perras montándose en un ejemplo de relación sexual lésbica.

La existencia de la homosexualidad en los perros está probada científicamente por numerosos estudios de investigación. De hecho, en los machos es más fácil de observar e identificar debido a las erecciones.

### Aves

#### Patos

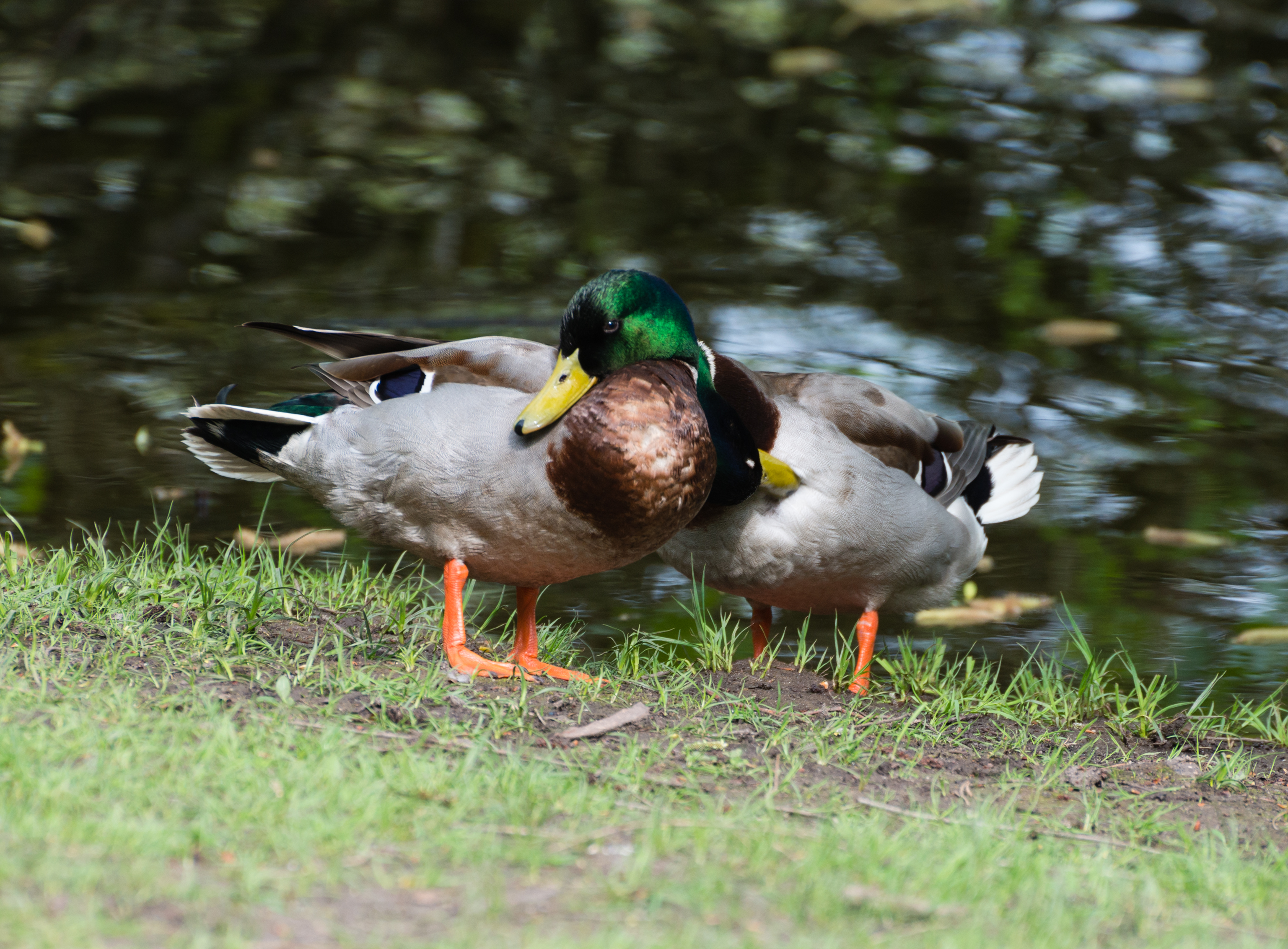
Dos patos silvestres (Anas platyrhynchos) machos manteniendo relaciones homosexuales.

Los patos forman parejas macho-hembra solo hasta que la hembra pone los huevos, momento en el cual el macho abandona a la hembra. Estas aves tienen tasas de actividad sexual entre machos que son inusualmente altas para las aves. En algunos casos, tan altas como el 19% de todos los pares en una población.

#### Cisnes negros

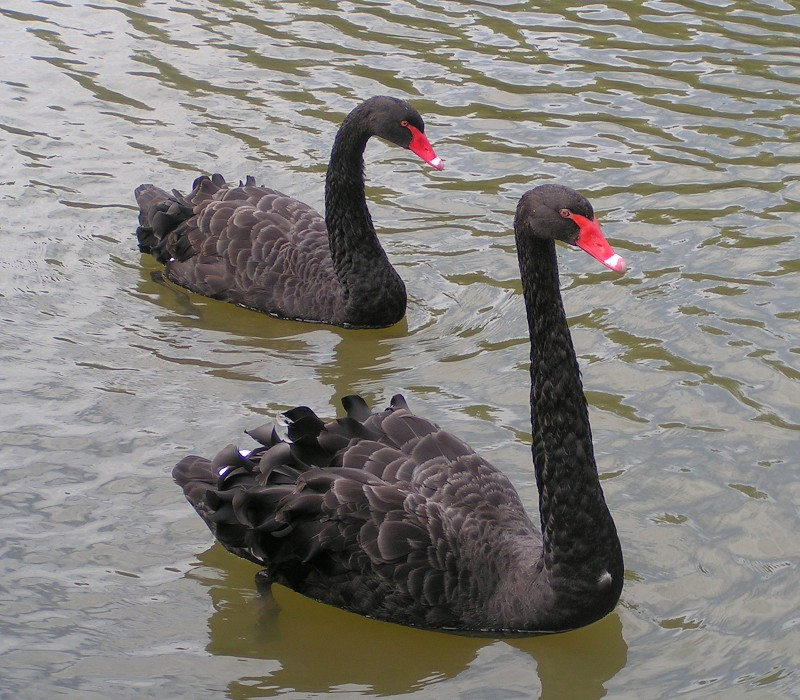
El cisne negro, Cygnus atratus, es un ave acuática que se reproduce principalmente en las sudorientales y sudoccidentales de Australia.

Se estima que un cuarto de las parejas de cisnes negros son homosexuales y que roban huevos o forman tríos temporales con hembras para conseguir huevos, expulsando a la hembra después de la puesta. Un mayor número de cisnes crecidos en estas circunstancias sobreviven hasta adultos que en el caso de parejas heterosexuales, debido a que dos machos tienen mayor posibilidad de defender un área mayor de terreno.

#### Pingüinos
A principios de febrero de 2004, el New York Times informó sobre un par de pingüinos barbijos machos del zoo de Central Park de Nueva York que habían formado pareja e incluso habían conseguido criar con éxito a un polluelo hembra a partir de un huevo.
Se ha informado de que pingüinos de Nueva York también forman parejas homosexuales. George Murray Levick, explorador inglés, que a principios del siglo XX fue en expedición al Polo Sur, describió el comportamiento homosexual de los pingüinos de Adelia (Pygoscelis adeliae). Zoos en Japón y Alemania también han documentado parejas de pingüinos macho. Las parejas han construido nidos juntas y emplean una piedra para sustituir al huevo en el nido. Investigadores de la Universidad de Rikkyo en Tokio encontraron 20 parejas homosexuales en los 16 grandes acuarios y zoos de Japón. El zoo de Bremerhaven (en Alemania) intentó separar las parejas homosexuales importando hembras desde Suecia y separando físicamente a las parejas. No tuvieron éxito. El director del zoo comentó que la relación entre las parejas homosexuales era demasiado fuerte.

#### Gaviotas
Estudios han mostrado que un 80 a 85% de algunas poblaciones timbalicas de gaviotas occidentales son lésbicas.

#### Ibis
La investigación ha demostrado que el contaminante ambiental metilmercurio puede aumentar la prevalencia de la conducta homosexual masculina en el Ibis blanco americano. El estudio implicó someter a los pollos en dosis variables a la sustancia química y medir el grado de comportamiento homosexual en la edad adulta. Los resultados descubrieron fue que a medida que aumentaba la dosis de la probabilidad de que la conducta homosexual también aumentó. La función endocrina de bloqueo del mercurio se ha sugerido como una posible causa de perturbación sexual en otras especies de aves.

#### Buitres
En 1998 dos buitres leonados machos nombrados Dashik y Yehuda, en el Zoológico Bíblico de Jerusalén, que participaban en el programa «sexo abierto y lleno de energía» construyeron un nido. Los encargados de la pareja le pusieron un huevo artificial que los dos padres se turnaban para incubar; y 45 días después, el zoológico sustituyó el huevo con un buitre bebé. Los dos buitres machos criaron a la pequeña buitre adoptiva juntos. Algunos años más tarde, sin embargo, Yehuda se interesó por una buitre hembra que se introdujo a la pajarera. Dashik se deprimió, y finalmente fue movido al jardín de investigación zoológica de la Universidad de Tel Aviv, donde también estableció una jerarquía con un buitre hembra.
Dos buitres varones homosexuales en el zoológico Allwetter (en Muenster) construyeron un nido juntos, a pesar de que fueron recogidos en sus materiales y los nidos eran a menudo robados por otros buitres. Finalmente fueron separados para tratar de promover la cría mediante la colocación de una de ellas con los buitres femeninos, pese a las protestas de grupos homosexuales alemanes.

#### Palomas
Tanto machos como hembras de paloma presentan a veces un comportamiento homosexual. Además de la conducta sexual, pares de palomas del mismo sexo han construido nidos, y las gallinas ponen huevos (infértiles) y tratan de incubarlos.

### Otros

#### Lagartijas
Las hembras de lagartijas de la familia Teiidae que tienen la habilidad de reproducirse por partenogénesis y, como tal, los machos son relativamente escasos y la reproducción sexual no estándar. Las hembras realizan actividades sexuales para estimular la ovulación, con el comportamiento siguiendo ciclos hormonales; las hembras que pasan por un ciclo de bajo nivel de estrógeno adoptan roles sexuales «masculinos», los que poseen momentáneamente niveles de estrógeno altos asumen el papel sexual «femenino». Las lagartijas que realizan los rituales de cortejo tienen una mayor fertilidad que los que son mantenidos en aislamiento, debido a un incremento de las hormonas provocado por los comportamientos sexuales.
Así, a pesar de que las poblaciones de lagartijas asexuales no tienen machos, los estímulos sexuales siguen aumentando el éxito reproductivo. Desde un punto de vista evolutivo, estas hembras pasan el 100% de su código genético a sus crías (en lugar del 50% en el caso de la reproducción sexual).
Algunas especies de gecos también se reproducen por partenogénesis.

#### Insectos y arácnidos
El comportamiento homosexual en los insectos ha sido un tema de debate importante entre los científicos. Se han propuesto varias teorías. Una de ellas afirma que la principal causa de la homosexualidad en los insectos y arañas que explica por qué los machos, en algunas especies hasta el 85%, se dedican a la homosexualidad es simplemente un caso de identidad equivocada ya que, según dicha teoría, el coste de perder la oportunidad de copular con una hembra es mayor que el riesgo de involucrarse en actividades sexuales con un insecto o araña del mismo sexo.

#### Moscas
La base genética de la homosexualidad animal ha sido estudiado en la mosca de la fruta (Drosophila melanogaster). Tiene dos copias de un alelo mutante exclusivamente para aparearse con otros machos. Así, han sido identificados múltiples genes que pueden causar el cortejo homosexual y el apareamiento. Estos genes controlan el comportamiento a través de feromonas, así como la alteración de la estructura de los cerebros de estos insectos. Estos estudios también han investigado la influencia del medio ambiente en el comportamiento homosexual de las moscas.

#### Libélulas

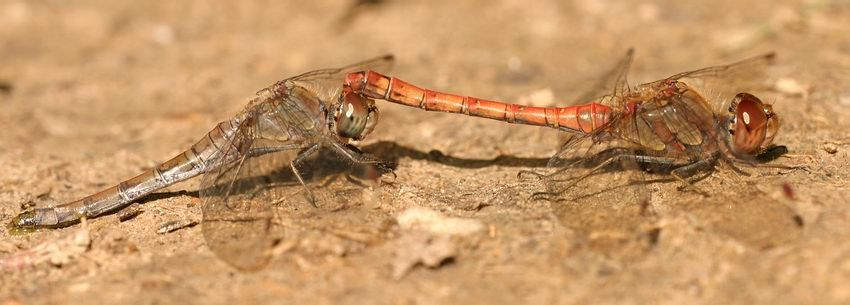
Pareja de Sympetrum striolatum.

La homosexualidad masculina ha sido inferida en diversas especies de libélulas y caballitos del diablo (orden de las odonatas). Las pinzas copuladoras del macho dañan de una manera característica la cabeza de las hembras durante el sexo. Un estudio de 11 especies de libélulas reveló que ese tipo de daños durante la cópula se encuentra en el 20 al 80% de los machos, indicando una proporción relativamente alta de copulación entre machos.

#### Chinches
Las relaciones sexuales de las chinches de las camas (Cimex lectularius) macho son en un 50% homosexuales, en un 30% se efectúan con hembras y por último el 20% se producen con animales extraños. Las chinches macho tienen un pene en forma de sable perforador que penetra en la cópula cualquier parte del organismo receptor; el esperma sobrevive y se dirige después hacia los ovarios si la chinche es hembra o hacia los canales deferentes si la chinche es macho, lo hace a través del sistema circulatorio. Cuando un macho es penetrado por otro, el esperma sobrevive en el cuerpo del macho receptor y corre hacia los canales deferentes y se mezcla con los espermatozoides autóctonos, de modo que cuando el macho receptor penetra, a su vez le inyecta tanto sus propios espermatozoides como los del macho con el que haya mantenido relaciones homosexuales.